# Australië op de Paralympische Winterspelen 2018
Australië was een van de landen die deelnam aan de Paralympische Winterspelen 2018 in Pyeongchang, Zuid-Korea.

## Medailleoverzicht
| Sport       | Paralympiër                            | Onderdeel                            | Medaille |
| ----------- | -------------------------------------- | ------------------------------------ | -------- |
| Snowboarden | Simon Patmore                          | Snowboardcross, SB-UL (m)            | Goud     |
|             |                                        |                                      |          |
| Alpineskiën | Melissa Perrine Gids: Christian Geiger | Supercombinatie, visueel beperkt (v) | Brons    |
| Alpineskiën | Melissa Perrine Gids: Christian Geiger | Reuzenslalom, visueel beperkt (v)    | Brons    |
| Snowboarden | Simon Patmore                          | Slalom, SB-UL (m)                    | Brons    |

## Deelnemers en resultaten
(m) = mannen, (v) = vrouwen 

### Alpineskiën
| Paralympiër                            | Onderdeel                            | Resultaat | Prestatie      |
| -------------------------------------- | ------------------------------------ | --------- | -------------- |
| Mitchell Gourley                       | Afdaling, staand (m)                 | DNF       | Niet gefinisht |
| Mitchell Gourley                       | Super G, staand (m)                  | 12e       | 1:30.34        |
| Mitchell Gourley                       | Supercombinatie, staand (m)          | 5e        | 2:16.90        |
| Mitchell Gourley                       | Reuzenslalom, staand (m)             | 8e        | 2:16.47        |
| Mitchell Gourley                       | Slalom, staand (m)                   | 6e        | 1:42.32        |
| Patrick Jensen Gids: Lara Falk         | Reuzenslalom, visueel beperkt (m)    | 11e       | 2:32.16        |
| Patrick Jensen Gids: Lara Falk         | Slalom, visueel beperkt (m)          | DNF       | Niet gefinisht |
| Jonty O'Callaghan                      | Afdaling, staand (m)                 | 22e       | 1:34.86        |
| Jonty O'Callaghan                      | Super G, staand (m)                  | DNF       | Niet gefinisht |
| Jonty O'Callaghan                      | Supercombinatie, staand (m)          | DNF       | Niet gefinisht |
| Jonty O'Callaghan                      | Reuzenslalom, staand (m)             | 23e       | 2:32.22        |
| Jonty O'Callaghan                      | Slalom, staand (m)                   | DNF       | Niet gefinisht |
| Shaun Pianta Gids: Jeremy O'Sullivan   | Reuzenslalom, visueel beperkt (m)    | 14e       | 2:47.85        |
| Shaun Pianta Gids: Jeremy O'Sullivan   | Slalom, visueel beperkt (m)          | DNF       | Niet gefinisht |
| Mark Soyer                             | Afdaling, zittend (m)                | DNF       | Niet gefinisht |
| Mark Soyer                             | Super G, zittend (m)                 | 16e       | 1:32.32        |
| Mark Soyer                             | Supercombinatie, zittend (m)         | DNF       | Niet gefinisht |
| Mark Soyer                             | Reuzenslalom, zittend (m)            | 18e       | 2:29.94        |
| Mark Soyer                             | Slalom, zittend (m)                  | DNF       | Niet gefinisht |
| Sam Tait                               | Afdaling, zittend (m)                | 11e       | 1:28.56        |
| Sam Tait                               | Super G, zittend (m)                 | DNF       | Niet gefinisht |
| Sam Tait                               | Supercombinatie, zittend (m)         | DNF       | Niet gefinisht |
| Sam Tait                               | Reuzenslalom, zittend (m)            | 17e       | 2:28.28        |
| Sam Tait                               | Slalom, zittend (m)                  | DNF       | Niet gefinisht |
|                                        |                                      |           |                |
| Victoria Pendergast                    | Afdaling, zittend (v)                | 4e        | 1:44.14        |
| Victoria Pendergast                    | Super G, zittend (v)                 | DNF       | Niet gefinisht |
| Victoria Pendergast                    | Supercombinatie, zittend (v)         | DNS       | Niet gestart   |
| Victoria Pendergast                    | Reuzenslalom, zittend (v)            | 8e        | 2:41.37        |
| Melissa Perrine Gids: Christian Geiger | Afdaling, visueel beperkt (v)        | 5e        | 1:35.40        |
| Melissa Perrine Gids: Christian Geiger | Super G, visueel beperkt (v)         | 5e        | 1:36.96        |
| Melissa Perrine Gids: Christian Geiger | Supercombinatie, visueel beperkt (v) | Brons     | 2:30.82        |
| Melissa Perrine Gids: Christian Geiger | Reuzenslalom, visueel beperkt (v)    | Brons     | 2:28.81        |
| Melissa Perrine Gids: Christian Geiger | Slalom, visueel beperkt (v)          | 4e        | 1:55.07        |

### Snowboarden
| Paralympiër   | Onderdeel                  | Resultaat | Prestatie |
| ------------- | -------------------------- | --------- | --------- |
| Simon Patmore | Snowboardcross, SB-UL (m)  | Goud      | 1:01.76   |
| Simon Patmore | Slalom, SB-UL (m)          | Brons     | 0:51.99   |
| Sean Pollard  | Snowboardcross, SB-UL (m)  | 9e        | 1:04.03   |
| Sean Pollard  | Slalom, SB-UL (m)          | 5e        | 0:53.84   |
| Ben Tudhope   | Snowboardcross, SB-LL2 (m) | 10e       | 1:00.64   |
| Ben Tudhope   | Slalom, SB-LL2 (m)         | 7e        | 0:51.68   |

Andorra · Argentinië · Armenië · Australië · België · Bosnië en Herzegovina · Brazilië · Bulgarije · Canada · Chili · China · Denemarken · Duitsland · Finland · Frankrijk · Georgië · Griekenland · Groot-Brittannië · Hongarije · IJsland · Iran · Italië · Japan · Kazachstan · Kroatië · Mexico · Mongolië · Nederland · Nieuw-Zeeland · Noord-Korea · Noorwegen · Oekraïne · Oezbekistan · Oostenrijk · Polen · Roemenië · Servië · Slovenië · Slowakije · Spanje · Tadzjikistan · Tsjechië · Turkije · Verenigde Staten · Wit-Rusland · Zuid-Korea · Zweden · Zwitserland
Neutrale paralympische atleten